# Залеплате
Заалеплатте (нем. Saaleplatte) — упразднённая община в Германии, в земле Тюрингия. Входила в состав района Веймар. Население составляло 2889 человек (на 31 декабря 2010 года). Занимала площадь 42,81 км². Община подразделялась на 9 сельских округов.

## Население
| Год  | Численность | Численность |
| ---- | ----------- | ----------- |
| 2017 | 2862        | [ 1 ]       |